# Championnats de Tchécoslovaquie de cyclisme sur route
Les championnats de Tchécoslovaquie de cyclisme sur route ont été organisés entre 1919 et 1993. En 1993 (pour les femmes) et 1994 (pour les hommes), ils sont remplacés par les championnats de République tchèque et de Slovaquie.

## Palmarès masculin
| Année | Vainqueur         | Deuxième             | Troisième        |
| ----- | ----------------- | -------------------- | ---------------- |
| 1919  | Pavel Jechl       |                      |                  |
| 1920  | František Kundert |                      |                  |
| 1921  | Pavel Jechl       |                      |                  |
| 1922  | Bohumil Rames     |                      |                  |
| 1923  | Antonin Peric     |                      |                  |
| 1924  | Antonin Charvát   |                      |                  |
| 1925  | Antonin Charvát   |                      |                  |
| 1926  | Antonin Honig     |                      |                  |
| 1927  | Ladislav Bruzek   |                      |                  |
| 1928  | Ladislav Bruzek   |                      |                  |
| 1929  | Ladislav Bruzek   |                      |                  |
| 1930  | Ladislav Bruzek   |                      |                  |
| 1931  | Karel Fric        |                      |                  |
| 1932  | Frantisek Haupt   |                      |                  |
| 1933  | Josef Losek       |                      |                  |
| 1934  | Miroslav Krbec    |                      |                  |
| 1935  | Frantisek Haupt   |                      |                  |
| 1936  | Josef Losek       |                      |                  |
| 1937  | Miloslav Loos     |                      |                  |
| 1938  | Otakar Rozvoda    |                      |                  |
| 1939  | Otakar Rozvoda    |                      |                  |
| 1940  | Otakar Rozvoda    |                      |                  |
| 1941  | Josef Kebrle      |                      |                  |
| 1942  | Zdenek Kovanda    |                      |                  |
| 1943  | Josef Vesely      |                      |                  |
| 1944  | Josef Holubec     |                      |                  |
| 1945  | Otakar Rozvoda    |                      |                  |
| 1946  | Jan Veselý        |                      |                  |
| 1947  | Jan Veselý        |                      |                  |
| 1948  | Jan Veselý        |                      |                  |
| 1949  | Jan Veselý        |                      |                  |
| 1950  | Jan Veselý        |                      |                  |
| 1951  | Jan Veselý        |                      |                  |
| 1952  | Jan Veselý        |                      |                  |
| 1953  | Jan Veselý        |                      |                  |
| 1954  | Josef Křivka      |                      |                  |
| 1955  | Jan Veselý        |                      |                  |
| 1956  | Jan Novák         |                      |                  |
| 1957  | Rudolf Uhliarik   | Josef Krivka         | Karel Nesl       |
| 1958  | Rudolf Revay      | Josef Krivka         | Milan Fagala     |
| 1959  | Miroslav Mares    | Frantisek Jursa      | Milan Fagala     |
| 1960  | Ladislav Heller   | Rudolf Revay         | Josef Janda      |
| 1961  | Zdenek Pasek      |                      |                  |
| 1962  | Jaroslav Kvapil   | Josef Krivka         | Zdenek Pesek     |
| 1963  | Zdenek Hasman     | Cees Van Espen (NED) | Jan Malten       |
| 1964  | Daniel Gráč       |                      |                  |
| 1965  | Jan Smolík        | Jaroslav Kvapil      | Kamil Laurinc    |
| 1966  | Jiří Háva         | Jan Wenczel          | Daniel Grac      |
| 1967  | Jaroslav Kvapil   | Jan Wenczel          | Frantisek Rezac  |
| 1968  | Jaromir Fridrich  | Jindrich Marek       | Robert Hutyra    |
| 1969  | Petr Hladik       | Rudolph Labus        | Alois Holik      |
| 1970  | Rudolph Labus     | Petr Hladik          | Ales Svoboda     |
| 1971  | Jan Svorada Sr.   | Manfred Dähne (RDA)  | Petr Hladik      |
| 1972  | Petr Matoušek     | Alois Holik          | Hynek Kubicek    |
| 1973  | Milos Hrazdira    | Pavel Čambal         | Jiří Háva        |
| 1974  | Vlastimil Moravec | Bedrich Smetana      | Rudolf Hejhal    |
| 1975  | Pavol Gálik       | Rudolph Labus        | Jiri Konecny     |
| 1976  | Milan Garstka     | Antonin Bartonicek   | Petr Hladik      |
| 1977  | Ludek Mraz        | Bohuslav Kvetan      | Ladislav Heller  |
| 1978  | Jiří Škoda        | Michal Klasa         | Alipi Kostadinov |
| 1979  | Ludek Kubias      | Jiří Škoda           | Josef Čaprnka    |
| 1980  | Jiří Škoda        | Milos Hrazdira       | Jiri Korous      |
| 1981  | Jiří Škoda        | Miroslav Sýkora      | Vladimir Dolek   |
| 1982  | Milos Hrazdira    | Milan Jurčo          | Jiří Boháč       |
| 1983  | Jiří Škoda        | Miroslav Sýkora      | Luděk Štyks      |
| 1984  | Luděk Štyks       | Jiří Boháč           | Svatopluk Henke  |
| 1985  | Vladimir Rucki    | Miroslav Sýkora      | Luděk Štyks      |
| 1986  | Luděk Štyks       | Jiří Škoda           | Milan Kollár     |
| 1987  | Václav Toman      | Jiri Fojt            | Anton Novosad    |
| 1988  | Luděk Štyks       | Josef Regec          | Tomas Velecky    |
| 1989  | Miroslav Vašiček  | Radovan Fořt         | Václav Toman     |
| 1990  | Jan Vasek         | Vladimir Sadlo       | Viktor Orvisky   |
| 1991  | Roman Kreuziger   | Zbinek Fiala         | Josef Regec      |
| 1992  | Luděk Štyks       | Tomáš Sedláček       | Jaroslav Bílek   |
| 1993  | Lubor Tesař       | Pavel Padrnos        | František Trkal  |

## Sources
- Palmarès sur siteducyclisme.com